# Wolfgang Menge
Pour les articles homonymes, voir Menge (homonymie).
Wolfgang Menge, né à Berlin (Allemagne) le 10 avril 1924 et mort dans cette ville le 17 octobre 2012, est un scénariste de télévision et journaliste allemand.

## Biographie
Wolfgang Menge a marqué la télévision par plusieurs de ses scénarios, en particulier le téléfilm Le Jeu des millions (en) de Tom Toelle, adapté d'après la nouvelle Le Prix du danger, et la série Ein Herz und eine Seele (en) de Joachim Preen,,.
Wolfgang Menge était marié et avait trois fils. Il est enterré au cimetière boisé de Berlin-Zehlendorf.

## Filmographie partielle

### Au cinéma
- 1959 : Unser Wunderland bei Nacht (de) de Jürgen Roland, Hans Heinrich et Reinhard Elsner
- 1960 : Bataillon 999 d'Harald Philipp
- 1960 : Scotland Yard contre Cercle rouge de Jürgen Roland
- 1961 : L'Archer vert (en) de Jürgen Roland
- 1961 : Un homme dans l'ombre d'Arthur Maria Rabenalt
- 1963 : Der Sittlichkeitsverbrecher (de) de Franz Schnyder
- 1964 : Polizeirevier Davidswache (de) de Jürgen Roland
- 1968 : Der Partyphotograph (de) d'Hans-Dieter Bove
- 1969 : Ich bin ein Elefant, Madame (de) de Peter Zadek
- 1980 : Das Traumhaus (de) d'Ulrich Schamoni

### À la télévision
- 1958 : Stahlnetz : Mordfall Oberhausen (de) de Jürgen Roland
- 1958 : Stahlnetz : Bankraub in Köln (de) de Jürgen Roland
- 1958 : Stahlnetz : Die blaue Mütze (de) de Jürgen Roland
- 1958 : Stahlnetz : Die Tote im Hafenbecken (de) de Jürgen Roland
- 1958 : Stahlnetz : Das zwölfte Messer (de) de Jürgen Roland
- 1958 : Stahlnetz : Sechs unter Verdacht (de) de Jürgen Roland
- 1959 : Stahlnetz : Treffpunkt Bahnhof Zoo (de) de Jürgen Roland
- 1959 : Stahlnetz : Das Alibi (de) de Jürgen Roland
- 1959 : Stahlnetz : Aktenzeichen: Welcker u. a. wegen Mordes (de) de Jürgen Roland
- 1960 : Stahlnetz : Die Zeugin im grünen Rock (de) de Jürgen Roland
- 1960 : Stahlnetz : Verbrannte Spuren (de) de Jürgen Roland
- 1960 : Stahlnetz : E ... 605 (de) de Jürgen Roland
- 1961 : Stahlnetz : Saison (de) de Jürgen Roland
- 1961 : Stahlnetz : In der Nacht zum Dienstag ... (de) de Jürgen Roland
- 1962 : Stahlnetz : In jeder Stadt … (de) de Jürgen Roland
- 1962 : Stahlnetz : Spur 211 (de) de Jürgen Roland
- 1963 : Stahlnetz : Das Haus an der Stör (de) de Jürgen Roland
- 1964 : Stahlnetz : Rehe (de) de Jürgen Roland
- 1964 : Zeitvertreib de Rainer Wolffhardt
- 1964 : Eines schönen Tages de Dieter Munck
- 1964 : Stahlnetz : Strandkorb 421 (de) de Jürgen Roland
- 1965 : Verhör am Nachmittag de Walter Davy
- 1965 : Die Katze im Sack de Jürgen Roland, d'après le roman Lay Her Among the Lillies de James Hadley Chase
- 1965 : Stahlnetz : Nacht zum Ostersonntag (de) de Jürgen Roland
- 1966 : Der Mitbürger de Rainer Wolffhardt
- 1966 : Begründung eines Urteils d'Eberhard Itzenplitz
- 1967 : Siedlung Arkadien d'Hans Dieter Schwarze
- 1968 : Der deutsche Meister de Rolf von Sydow
- 1969 : Die Dubrow-Krise (de) d'Eberhard Itzenplitz
- 1969 : Fragestunde de Tom Toelle
- 1969 : Rebellion der Verlorenen de Fritz Umgelter, d'après un roman de Henry Jaeger (mini-série)
- 1970 : Sessel zwischen Stühlen de Fritz Umgelter
- 1970 : Le Jeu des millions (en) de Tom Toelle, d'après la nouvelle Le Prix du danger
- 1971 : Tatort : Kressin und der tote Mann im Fleet (de) de Peter Beauvais
- 1971 : Tatort : Kressin und der Laster nach Lüttich (de) de Tom Toelle
- 1971 : Tatort : Kressin stoppt den Nordexpress (de) de Rolf von Sydow
- 1972 : Tatort : Kennwort Fähre (de) de Theo Mezger
- 1972 : Tatort : Kressin und der Mann mit dem gelben Koffer (de) de Michael Verhoeven
- 1973–1976 : Ein Herz und eine Seele (en) de Joachim Preen (série télévisée, 25 épisodes)
- 1973 : Tatort : Stuttgarter Blüten (de) de Theo Mezger
- 1973 : Smog (de) de Wolfgang Petersen
- 1974 : Tatort : Gefährliche Wanzen (de) de Theo Mezger
- 1976 : Vier gegen die Bank (de) de Wolfgang Petersen, d'après le roman The Nixon Recession de Ralph Maloney
- 1977 : Planübung (de) de Wolfgang Petersen
- 1978 : Grüß Gott, ich komm von drüben de Tom Toelle
- 1979 : Was wären wir ohne uns d'Ulrich Schamoni (mini-série)
- 1980 : Ein Mann von gestern de Tom Toelle
- 1980 : Liebe ist doof de Rolf von Sydow (série télévisée, 9 épisodes)
- 1984 : So lebten sie alle Tage d'Ulrich Schamoni (série télévisée, 5 épisodes)
- 1986 : Kennwort Möwe de Tom Toelle
- 1986 : Unternehmen Köpenick d'Hartmut Griesmayr (série télévisée, 6 épisodes)
- 1987 : Reichshauptstadt – privat (de) d'Horst Königstein
- 1990 : Baldur Blauzahn (de) de Karin Hercher (série télévisée, 13 épisodes)
- 1991 : Ende der Unschuld (de) de Frank Beyer
- 1993 : Motzki (de) de Thomas Nennstiel (série télévisée, 13 épisodes)
- 1995 : Spreebogen de Konrad Sabrautzky
- 2001 : Kelly Bastian – Geschichte einer Hoffnung d'Andreas Kleinert